# Rio Branco (Mato Grosso do Sul)
O rio Branco é um curso de água que banha o estado de Mato Grosso do Sul, Brasil. É um afluente da margem esquerda do rio Paraguai. Antes da Guerra do Paraguai, o Paraguai o reivindicava como a fronteira que o separaria do Brasil.